# Източна кукувица
Източна кукувица (Cuculus optatus) е вид птица от семейство Кукувицови (Cuculidae).

## Разпространение
Видът е разпространен в северните части на Евразия. Гнезди в по-голямата част на Русия, в Северен Казахстан, Монголия, Северен Китай, Корея и Япония.
Предполага се че зимува на Малайския полуостров, Индонезия, Филипините, Нова Гвинея, Западна Микронезия, Соломоновите острови, северните и източни части на Австралия и Нова Зеландия.